# Browar.biz
Browar.biz – polski portal wertykalny poruszający szeroko rozumianą tematykę związaną z: piwowarstwem, rynkiem piwowarskim, birofilistyką oraz piwoznawstwem.

## Opis
Wortal browar.biz został założony w 2000 r., a uruchomiony w 2001 r. przez Artura Szudrowicza, odznaczonego w 2005 r. przez Bractwo Piwne medalem Złoty Chmiel za działalność na rzecz piwowarstwa.
Portal podzielony jest na kilka głównych działów: Browary, Piwo, Wydarzenia, Wiadomości, Kolekcjonerstwo, Galeria zdjęć, Piwowarstwo domowe, Historia, Artykuły oraz Forum. Forum dyskusyjne browar.biz posiada blisko 35 tysięcy zarejestrowanych użytkowników, do których należą m.in. przedstawiciele browarów, dziennikarze, naukowcy, autorzy książek i artykułów o tematyce piwnej, piwowarzy domowi, kolekcjonerzy birofiliów oraz miłośnicy piwa.

## Plebiscyt Piwo Roku
Od 2004 r. portal browar.biz organizuje coroczny konkurs na najlepsze polskie piwo. Konkurs mający charakter otwartego plebiscytu obejmuje wszystkie piwa dostępne na rynku polskim i uwarzone w Polsce przez browary przemysłowe oraz restauracyjne w roku poprzedzającym głosowanie. Z plebiscytu wyłączone są piwa warzone w Polsce na licencji. Udział w plebiscycie może wziąć każdy zarejestrowany użytkownik portalu, który spełnienia kryteria określone w regulaminie.
W pierwszych plebiscytach obejmujących lata 2003–2005 kategorie piw nie były tak rozbudowane jak obecnie. Wszystkie piwa ciemne dolnej i górnej fermentacji były w jednej kategorii: piwa ciemne, natomiast piwa pszeniczne należały do kategorii piw specjalnych. Kategoria Porter została wyodrębniona z piw ciemnych od plebiscytu za rok 2004. Od plebiscytu za 2006 r. pojawiła się również kategoria piw jasnych górnej fermentacji. Od 2004 r. obecna jest kategoria Napoje słodowo-karmelowe. Od 2009 r. w jedną kategorię połączone zostały piwa specjalne, aromatyzowane, Napoje karmelowo słodowe i Napoje na bazie brzeczki, zadebiutowała też kategoria Najsmaczniejsze piwa z browarów restauracyjnych.
| Rok  | 1. miejsce                                  | 2. miejsce                     | 3. miejsce                             | Liczba piw | Liczba browarów |
| ---- | ------------------------------------------- | ------------------------------ | -------------------------------------- | ---------- | --------------- |
| 2012 | Rowing Jack, AleBrowar                      | Black Hope, AleBrowar          | Ciechan Lagerowe, Ciechan              | 1181       | 87              |
| 2011 | Atak Chmielu, Browar Pinta                  | Ciechan Lagerowe, Ciechan      | Wesołych Świąt, Browar Pinta           | 879        | 73              |
| 2010 | Brackie Pale Ale belgijskie, Cieszyn        | Lwówek Książęcy, Lwówek Śląski | Zawiercie Bursztynowe, Browar na Jurze | 729        | 64              |
| 2009 | Noteckie, Czarnków                          | Grand Imperial Porter, Amber   | Warnijskie, Kormoran                   | 623        | 61              |
| 2008 | Ciechan Wyborne Niepasteryzowane, Ciechanów | Ciechan Miodowe, Ciechanów     | Koźlak, Amber                          | 749        | 58              |

| Rok  | 1. miejsce                           | 2. miejsce                            | 3. miejsce                     | Liczba piw |
| ---- | ------------------------------------ | ------------------------------------- | ------------------------------ | ---------- |
| 2012 | Rowing Jack, AleBrowar               | Black Hope, AleBrowar                 | Koniec Świata, Browar Pinta    | 291        |
| 2011 | Atak Chmielu, Browar Pinta           | Ciechan Lagerowe, Ciechan             | Wesołych Świąt, Browar Pinta   | 250        |
| 2010 | Brackie Pale Ale belgijskie, Cieszyn | Żytnie, Konstancin                    | Lwówek Książęcy, Lwówek Śląski | 157        |
| 2009 | Bracki Koźlak Dubeltowy, Zamkowy     | Czarny Dąb, Konstancin                | Warnijskie, Kormoran           | 119        |
| 2008 | Grand Imperial Porter, Amber         | Zdrojowe Niepasteryzowane, Konstancin | Stout ciechanowski, Ciechanów  | 117        |
| 2007 | Cornelius Weizen Bier, Kiper         | Komes Porter, Fortuna                 | Ciechan Pszeniczne, Ciechanów  | 117        |

| Rok  | 1. miejsce                                  | 2. miejsce                                  | 3. miejsce                                  | Liczba piw |
| ---- | ------------------------------------------- | ------------------------------------------- | ------------------------------------------- | ---------- |
| 2011 | Ciechan Lagerowe, Ciechan                   | Pierwsza Pomoc, Browar Pinta                | Ciechan Wyborne Niepasteryzowane, Ciechan   | 326        |
| 2010 | Lwówek Książęcy, Lwówek Śląski              | Ciechan Wyborne Niepasteryzowane, Ciechanów | Twierdzowe Niepasteryzowane, Racibórz       | 295        |
| 2009 | Noteckie, Czarnków                          | Ciechan Wyborne Niepasteryzowane, Ciechanów | Złote Lwy, Amber                            | 258        |
| 2008 | Ciechan Wyborne Niepasteryzowane, Ciechanów | Noteckie, Czarnków                          | Zdrojowe Niepasteryzowane, Konstancin       | 339        |
| 2007 | Ciechan Wyborne Niepasteryzowane, Ciechanów | Złote Lwy, Amber                            | Brackie, Bracki Browar Zamkowy              | 331        |
| 2006 | Ciechan Wyborne Niepasteryzowane, Ciechanów | Książęce, Lwówek Śląski                     | Noteckie, Czarnków                          | –          |
| 2005 | Książęce, Lwówek Śląski                     | Noteckie, Czarnków                          | Ciechan Wyborne Niepasteryzowane, Ciechanów | –          |
| 2004 | Noteckie, Czarnków                          | Książęce, Lwówek Śląski                     | Brackie, Bracki Browar Zamkowy              | –          |
| 2003 | Książęce, Lwówek Śląski                     | Noteckie, Czarnków                          | Gronie, Tyskie                              | –          |

| Rok  | 1. miejsce                              | 2. miejsce                                | 3. miejsce                                          | Liczba piw |
| ---- | --------------------------------------- | ----------------------------------------- | --------------------------------------------------- | ---------- |
| 2011 | Ciechan Mocne Niepasteryzowane, Ciechan | Żywe, Amber                               | Dawne Niepasteryzowane, Konstancin                  | 195        |
| 2010 | Żywe, Amber                             | Lubuskie, Witnica                         | Ciechan Mocne Niepasteryzowane, Ciechanów           | 180        |
| 2009 | Dawne Niepasteryzowane, Konstancin      | Żywe, Amber                               | Ciechan Mocne Niepasteryzowane, Ciechanów           | 169        |
| 2008 | Żywe, Amber                             | Dawne Niepasteryzowane, Konstancin        | Ciechan Mocne Niepasteryzowane, Ciechanów           | 221        |
| 2007 | Żywe, Amber                             | Ciechan Mocne Niepasteryzowane, Ciechanów | Grudziądzkie Dobre Piwo Niepasteryzowane, Grudziądz | 228        |
| 2006 | Żywe, Amber                             | Ciechan Mocne Niepasteryzowane, Ciechanów | Janów, Janów Lubelski                               | –          |
| 2005 | Żywe, Amber                             | Ciechan Mocne Niepasteryzowane, Ciechanów | Dobre Mocne, Lwówek Śląski                          | –          |
| 2004 | Dobre Mocne, Lwówek Śląski              | Żywe, Amber                               | Dębowe Mocne, Tyskie                                | –          |
| 2003 | Dębowe Mocne, Tyskie                    | Mocne Dobre, Lwówek Śląski                | Mocne, Okocim                                       | –          |

| Rok  | 1. miejsce                  | 2. miejsce             | 3. miejsce              | Liczba piw |
| ---- | --------------------------- | ---------------------- | ----------------------- | ---------- |
| 2011 | Czarna Dziura, Browar Pinta | Stout, Południe        | Czerwony Smok, Fortuna  | 36         |
| 2010 | Czerwony Smok, Fortuna      | Maciejowe, Ciechanów   | Czarny Smok, Fortuna    | 27         |
| 2009 | Czerwony Smok, Fortuna      | Czarny Smok, Fortuna   | Koźlak Eksportowy, BOSS | 21         |
| 2008 | Koźlak Eksportowy, Boss     | Czerwony Smok, Fortuna | Eire 12°, Czarnków      | 25         |
| 2007 | Czarny Smok, Fortuna        | Eire 12°, Czarnków     | Czerwony Smok, Fortuna  | 21         |
| 2006 | Heban, Jurand               | Eire 12°, Czarnków     | Koźlak Eksportowy, Boss | –          |

| Rok  | 1. miejsce    | 2. miejsce                       | 3. miejsce                        | Liczba piw |
| ---- | ------------- | -------------------------------- | --------------------------------- | ---------- |
| 2011 | Koźlak, Amber | Odsiecz Wiedeńska, Browar Pinta  | Warmiak, Kormoran                 | 53         |
| 2010 | Koźlak, Amber | Bracki Koźlak Dubeltowy, Cieszyn | Eire Noteckie, Czarnków           | 40         |
| 2009 | Koźlak, Amber | Eire Noteckie, Czarnków          | Warmiak, Kormoran                 | 30         |
| 2008 | Koźlak, Amber | Eire Noteckie, Czarnków          | Bock / Koźlak, Bierhalle Warszawa | 31         |
| 2007 | Koźlak, Amber | Irlandzkie mocne, Krajan         | Gotyckie Krzepkie, Grudziądz      | 28         |
| 2006 | Koźlak, Amber | Irlandzkie mocne, Krajan         | Koźlak / Bock Beer, Jurand        | –          |

| Rok  | 1. miejsce                             | 2. miejsce                             | 3. miejsce                             | Liczba piw |
| ---- | -------------------------------------- | -------------------------------------- | -------------------------------------- | ---------- |
| 2011 | Grand Imperial Porter, Amber           | Żywiec Porter, Bracki Browar Zamkowy   | Porter warmiński, Kormoran             | 17         |
| 2010 | Grand Imperial Porter, Amber           | Porter, Łódzkie                        | Porter warmiński, Kormoran             | 16         |
| 2009 | Grand Imperial Porter, Amber           | Porter, Łódzkie                        | Żywiecki Porter, Bracki Browar Zamkowy | 15         |
| 2008 | Grand Imperial Porter, Amber           | Żywiecki Porter, Bracki Browar Zamkowy | Porter, Łódzkie                        | 14         |
| 2007 | Żywiecki Porter, Bracki Browar Zamkowy | Komes Porter, Fortuna                  | Porter, Ciechanów                      | 14         |
| 2006 | Żywiecki Porter, Bracki Browar Zamkowy | Porter, Łódzkie                        | Black Boss Porter, Boss                | –          |
| 2005 | Porter, Łódzkie                        | Żywiecki Porter, Bracki Browar Zamkowy | Porter, Żywiec                         | –          |
| 2004 | Porter, Boss                           | Porter, Żywiec                         | Porter, Łódzkie                        | –          |

| Rok  | 1. miejsce                             | 2. miejsce                             | 3. miejsce                   | Liczba piw |
| ---- | -------------------------------------- | -------------------------------------- | ---------------------------- | ---------- |
| 2011 | Wesołych Świąt, Browar Pinta           | Zawiercie czekoladowe, Browar na Jurze | Stout ciechanowski, Ciechan  | 17         |
| 2010 | Zawiercie Czekoladowe, Browar na Jurze | Stout ciechanowski, Ciechanów          | Alt Bier, Bierhalle Warszawa | 20         |
| 2009 | Stout ciechanowski, Ciechanów          | Stout, Gab                             | Alt Bier, Bierhalle Warszawa | 17         |
| 2008 | Stout ciechanowski, Ciechanów          | Stout, Gab                             | Alt Bier, Bierhalle Warszawa | 17         |
| 2007 | Stout, Gab                             | Dark Ale, Stary Kraków                 | Stout, BrowArmia             | 12         |
| 2006 | Stout, Gab                             | Stout, BrowArmia                       | Dark Ale, Stary Kraków       | –          |

| Rok  | 1. miejsce                           | 2. miejsce                             | 3. miejsce                                         | Liczba piw |
| ---- | ------------------------------------ | -------------------------------------- | -------------------------------------------------- | ---------- |
| 2011 | Atak Chmielu, Browar Pinta           | Zawiercie Bursztynowe, Browar na Jurze | Brackie Pale Ale belgijskie, Bracki Browar Zamkowy | 15         |
| 2010 | Brackie Pale Ale belgijskie, Cieszyn | Zawiercie Bursztynowe, Browar na Jurze | Mastne Brackie, Cieszyn                            | 11         |
| 2009 | Frater Podwójny, Kielce              | Kama Sutra, Gab                        | Cornelius Ale, Sulimar                             | 8          |
| 2008 | Kama Sutra, Gab                      | Frater Podwójny, Kielce                | Smocza Jama Bursztynowe Amber, Relakspol           | 10         |
| 2007 | Frater Podwójny, Belgia              | Kama Sutra, Gab                        | Smocza Głowa, Stary Kraków                         | 12         |
| 2006 | Kama Sutra, Gab                      | Smocza Głowa, Stary Kraków             | Frater 7,6, Belgia                                 | –          |

| Rok  | 1. miejsce                     | 2. miejsce                     | 3. miejsce                     | Liczba piw |
| ---- | ------------------------------ | ------------------------------ | ------------------------------ | ---------- |
| 2011 | Psze Koźlak, Browar Pinta      | Ciechan Pszeniczne, Ciechan    | Cornelius Weizen Bier, Sulimar | 47         |
| 2010 | Ciechan Pszeniczne, Ciechanów  | Cornelius Weizen Bier, Sulimar | Weizen, Bierhalle Warszawa     | 27         |
| 2009 | Cornelius Weizen Bier, Sulimar | Ciechan Pszeniczne, Ciechanów  | Weizen, Bierhalle Warszawa     | 24         |
| 2008 | Cornelius Weizen Bier, Kiper   | Ciechan Pszeniczne, Ciechanów  | Weizen, Bierhalle Warszawa     | 23         |
| 2007 | Cornelius Weizen Bier, Kiper   | Ciechan Pszeniczne, Ciechanów  | Frater Pszeniczny, Belgia      | 18         |
| 2006 | Pszeniczne, Regina             | Pszeniczne, Brovaria           | Pszeniczne, Spiż Wrocław       | –          |

W latach 2009 i 2010 kategoria piw specjalnych występowała łącznie z kategorią piw aromatyzowanych. W 2011 r. nastąpiło ponowne rozdzielenie kategorii.
| Rok  | 1. miejsce               | 2. miejsce                 | 3. miejsce                        | Liczba piw |
| ---- | ------------------------ | -------------------------- | --------------------------------- | ---------- |
| 2011 | Jak w Dym, Browar Pinta  | Żytnie, Konstancin         | Orkiszowe, Kormoran               | 15         |
| 2010 | Żytnie, Konstancin       | Miodowe, Ciechanów         | Orkiszowe, Kormoran               | 113        |
| 2009 | Miodowe, Ciechanów       | Warnijskie, Kormoran       | Czarny Dąb, Konstancin            | 81         |
| 2008 | Piwo Miodowe, Koreb      | Miodowe, Brovaria          | Karmazynowe, BrowArmia            | 14         |
| 2007 | Miodowe, Brovaria        | Miodowe, Spiż Wrocław      | Miodowe, Spiż Katowice            | 13         |
| 2006 | Miodowe, Brovaria        | Imbirowe, BrowArmia        | Miodowe, Spiż Wrocław             | –          |
| 2005 | Frater, Belgia           | Weizen, Bierhalle Warszawa | Smocza Głowa, Stary Kraków        | –          |
| 2004 | Pszeniczne, Spiż Wrocław | Miodowe, Brovaria          | Weizen i Weizen Dunkel, CK Browar | –          |
| 2003 | Pszeniczne, Spiż Wrocław | Weizen, CK Browar          | Weizen Dunkel, CK Browar          | –          |

| Rok  | 1. miejsce         | 2. miejsce                           | 3. miejsce           | Liczba piw |
| ---- | ------------------ | ------------------------------------ | -------------------- | ---------- |
| 2011 | Miodowe, Ciechan   | Piwo na miodzie gryczanym, Jabłonowo | Krzepiak, Ciechan    | 158        |
| 2008 | Miodowe, Ciechanów | Czarne Miodowe, Fortuna              | Czarne, Fortuna      | 48         |
| 2007 | Miodowe, Ciechanów | Czarne Miodowe, Fortuna              | Czarne, Fortuna      | 48         |
| 2006 | Miodowe, Ciechanów | Czarne, Fortuna                      | Plum Beer, Namysłów  | –          |
| 2005 | Miodowe, Ciechanów | Karmi Poema di Caffe, Okocim         | Dog in the fog, Lech | –          |
| 2004 | Miodowe, Ciechanów | Redd´s Red, Lech                     | Gingers, Belgia      | –          |
| 2003 | Gingers, Belgia    | Imbirowe, CK Browar                  | Cooler, Brok         | –          |

Kategorie obecnie niewystępujące:
| Rok  | 1. miejsce                   | 2. miejsce                   | 3. miejsce             | Liczba piw |
| ---- | ---------------------------- | ---------------------------- | ---------------------- | ---------- |
| 2008 | Carmell, Perła – Zwierzyniec | Karmi Classic, Okocim        | Podpiwek Lubuski, Boss | 7          |
| 2007 | Carmell, Perła – Zwierzyniec | Karmi Classic, Okocim        | Podpiwek Lubuski, Boss | 7          |
| 2006 | Carmell, Perła – Zwierzyniec | Karmi Classic, Okocim        | Podpiwek Lubuski, Boss | –          |
| 2005 | Karmi, Okocim                | Carmell, Perła – Zwierzyniec | Karmelowe, Łódzkie     | –          |
| 2004 | Karmi, Okocim                | Karmelowe, Łódzkie           | Karmel, Brok           | –          |

| Rok  | 1. miejsce                 | 2. miejsce                  | 3. miejsce                        | Liczba piw |
| ---- | -------------------------- | --------------------------- | --------------------------------- | ---------- |
| 2009 | Weizen, Bierhalle Warszawa | Marcowe, Bierhalle Warszawa | Bock / Koźlak, Bierhalle Warszawa | 91         |